# Эрмезинда Каркассонская
Эрмезинда Каркассонская (Эрмессенда Комменжская; исп. Ermessenda de Carcassona; 972 или 975—977, Сан-Кирзе-де-Безора, Испания — 1 марта 1058, там же) — графиня, супруга графа Барселоны, Жироны и Осоны Рамона Борреля I.

## Биография
Эрмезинда — дочь графа Каркассона Роже I. Около 991 года она вышла замуж за Рамона Борреля I и совместно правила с ним до его смерти в 1017 году, после чего правила в одиночку как регент в период несовершеннолетия сына Беренгера Рамона I (1017—1021), а после 1021 года как соправитель. 
В 1035 году сын внезапно умер, завещав свои владения своим потомкам, и Эрмезинда стала регентом при своём внуке Рамоне Беренгере I в 1035—1039 годах, а после 1039 года — его соправителем. В этот период отмечено ослабление власти графов Барселоны: произошло восстание баронов, хранителей замка лордов и советников с эпицентром в Пенедесе и во главе с Миром Жерибертом (кат. Mir Geribert), бросившим вызов Барселонскому графству и политике её правителей, направленной на поддержание мира с мусульманами в обмен на выплату дани.

## Комментарии
1. ↑  На данный момент точно не установлено.
2. ↑  Её происхождение не известно. На основании ономастических данных Тьерри Страссер выдвинул гипотезу, по которой она была дочерью графа Мельгёя Бернара II. См. Stasser T. Autour de Roger le Vieux: les alliances matrimoniales des comtes de Carcassonne // Annales du Midi: revue de la France méridionale. — 1996. — № 214. — ISSN 0003-4398., стр. 180.
3. ↑  В текстах до XV века также Ermessén, Ermessindis, Ermessendis, Ermessenz, Armessén.
4. ↑  По имеющимся документам нельзя установить дату брака, но первое документально зарегистрированное совместно с мужем пожертвование в монастырь Санта-Чечилия де Монтсеррат кат. Santa Cecília de Montserrat внесено в 991 году (см. Gil i Roman, Xavier. Diplomatario de Ermesèn, condesa de Barcelona, Girona y Osona (c.991 — 1 de marzo de 1058). Стр. 39, 84.

## В кино
- «Эрмезинда» (Ermessenda) — режиссер  Луис Мария Гуэль (Испания, 2011)